# Эмбрих, Ирина
Ирина Эмбрих (эст. Irina Embrich, род. 12 июля 1980 в Таллине, Эстония) — эстонская фехтовальщица на шпагах, олимпийская чемпионка 2020 года в командном первенстве, чемпионка мира, трёхкратная чемпионка Европы, многократный призёр чемпионатов мира, Европы и Европейских игр.

## Спортивные достижения
В детстве и юности занималась спортивной и худождественной гимнастикой.
В 2005 году родила дочь Марию.
Чемпионка Европы по фехтованию на шпагах в команде (2013). За свою карьеру Эмбрих много раз становилась призёром чемпионатов мира и Европы.
В 2007 году она была признана лучшей спортсменкой Эстонии. В 2015 году на чемпионате Европы, проходившем в швейцарском городе Монтрё, в составе сборной Эстонии завоевала серебряные медали, затем стала обладательницей серебряной медали в командном турнире Европейских игр. В 2016 году выиграла в четвёртый раз чемпионат Эстонии по фехтованию на шпагах.
В июне 2016 года в командном турнире завоевала золотую медаль на чемпионате Европы в польском городе Торунь.
В 2017 году в Лейпциге впервые в карьере стала чемпионкой мира, победив в командном первенстве шпажисток (вместе с Юлией Беляевой, Кристиной Кууск и Эрикой Кирпу).
На летних Олимпийских играх 2020 года в Токио завоевала золотую медаль в командной шпаге.
На чемпионате Европы 2024 года в Базеле, в возрасте 43 лет, завоевала индивидуальную золотую медаль в шпаге.
На чемпионате мира 2025 года в Тбилиси в возрасте 45 лет завоевала бронзовую медаль в личной шпаге. В полуфинале Эмбрих уступила своей подруге по команде Катрине Лехис. Эмбрих стала призёром чемпионата мира в личном первенстве третий раз в карьере и впервые с 2007 года.

## Государственные награды
- Кавалер ордена Белой звезды 2 класса (Эстония, 2022 год)[10][11]
- Кавалер ордена Белой звезды 3 класса (Эстония, 2019 год)[12][13][14]